# Тулум (национални парк)
Национални парк Тулум је један од многобројних националних паркова Новог Јужног Велса, Аустралија. Парк је од Сиднеја удаљен 616 km северно. Тулум се простире на 43,80 km². Основан је 22. децембра 1995.